# フォイアーノ・デッラ・キアーナ
フォイアーノ・デッラ・キアーナ (伊: Foiano della Chiana) は、イタリア共和国トスカーナ州アレッツォ県にある、人口約9,100人の基礎自治体（コムーネ）。

## 地理

### 位置・広がり

#### 隣接コムーネ
隣接するコムーネは以下の通り。括弧内のSIはシエーナ県所属を示す。
- カスティリオーン・フィオレンティーノ
- コルトーナ
- ルチニャーノ
- マルチャーノ・デッラ・キアーナ
- シナルンガ (SI)

### 気候分類・地震分類
フォイアーノ・デッラ・キアーナにおけるイタリアの気候分類 (it) および度日は、zona E, 2121 GGである。
また、イタリアの地震リスク階級 (it) では、zona 2 (sismicità media) に分類される。

## 行政

### 分離集落
フォイアーノ・デッラ・キアーナには以下の分離集落（フラツィオーネ）がある。
- Anatraia, Case Nuove, La Pace, Ponte al Ramo, Pozzo della Chiana, Renzino, Santa Luce, Le Farniole